# Dewald van Niekerk
Pour les articles homonymes, voir van Niekerk.
Dewald van Niekerk, né le 3 juin 1997 à Port Elizabeth, est un joueur professionnel de squash représentant l'Afrique du Sud. Il atteint en mai 2025 la 103e place mondiale sur le circuit international, son meilleur classement. Il est champion d'Afrique du Sud à quatre reprises entre 2021 et 2024. Sa sœur Lizelle Muller est joueuse professionnelle de squash et championne d'Afrique du Sud également en 2021, 2022 et 2024.

## Biographie
Dewald Van Niekerk remporte deux titres lors de ses deux premiers tournois PSA : en avril 2021, il bat Christo Potgieter en finale et un mois plus tard, il bat Jean-Pierre Brits en finale. En 2021, il devient champion d'Afrique du Sud en même temps que sa sœur aînée Lizelle Muller, plus âgée de 13 années.

## Palmarès

### Titres
- Championnats d'Afrique du Sud : 4 titres (2021, 2022, 2023, 2024)